# Acrocercops tomia
Acrocercops tomia är en fjärilsart som beskrevs av Bradley 1956. Acrocercops tomia ingår i släktet Acrocercops och familjen styltmalar. Inga underarter finns listade i Catalogue of Life.